# Onitis violaceus
Onitis violaceus là một loài bọ cánh cứng trong họ Bọ hung (Scarabaeidae).